# 大工原正樹
大工原 正樹（だいくはら まさき、1962年 - ）は、日本の映画監督である。

## 経歴
1989年、『六本木隷嬢クラブ』でデビュー。2011年、長宗我部陽子主演の『姉ちゃん、ホトホトさまの蠱を使う』を監督する。2014年、藤本泉と伊藤凌を主演に迎えた『坂本君は見た目だけが真面目』を監督する。

## フィルモグラフィー

### 映画
- 六本木隷嬢クラブ（1989年）
- もう・ぎりぎり（1992年）
- 未亡人誘惑下宿（1996年）
- のぞき屋稼業8 夢犯遊戯（1996年）
- のぞき屋稼業9 恥辱の盗撮（1996年）
- 風俗の穴場（1997年）
- 美人囮捜査官 尻を撫でまわしつづけられる女（1997年）
- 痴漢白書8（1998年）
- 赤猫（2004年）
- 姉ちゃん、ホトホトさまの蠱を使う（2010年）
- 純情 No.1（2011年）
- 恋の季節（2013年）
- 坂本君は見た目だけが真面目（2014年）
- ファンタスティック ライムズ！（2017年　オムニバス LOCO DD 日本全国どこでもアイドル の一篇）

### テレビ
- 真・女神転生 デビルサマナー（2000年）
- 七瀬ふたたび（2000年）
- ミニチカ（2006年）